# Gustavo Hermansson
Gustavo Adolfo Hermansson (San Miguel de Tucumán, 22 de abril de 1905-Buenos Aires, 30 de agosto de 1970) fue un militar argentino que comandó la fuerza aérea de su país en dos oportunidades: por primera vez, desde el 4 de octubre de 1951 hasta el 17 de enero de 1952, y por segunda oportunidad, desde el 19 de septiembre de 1955 hasta el 13 de enero de 1956.

## Familia
Gustavo Hermansson nació el 22 de abril de 1905, hijo de Andrés Gustavo Hermansson y Herminia Abalos. El Brigadier General Hermansson estaba casado con Rosa Herminia Sarmiento. De este matrimonio nacieron dos hijos: Carlos Andrés y Gustavo Adolfo.

## Carrera

### Oficial del Ejército Argentino
Finalizados sus estudios secundarios, Hermansson siguió la carrera militar. Ingresó al Colegio Militar de la Nación el 1 de marzo de 1921, del cual egresaría tres años más tarde, el 24 de julio de 1924, como subteniente. El 12 de mayo de 1927 inició el curso de aviador militar en la Escuela de Aviación Militar del cual se graduó a fines de ese año. Realizó exitosamente el curso de Oficial de Estado Mayor entre 1935 y 1937 en la Escuela Superior de Guerra.
Ocupó cargos de relevancia tales como el de profesor de vuelo en la Escuela Militar de Aviación. También fue Jefe de Estudios y luego subdirector de dicha academia aeronáutica. Luego se desempeñó como director de la Escuela de Pilotos Militares y de la Escuela de Especialidades.

### Oficial de la Fuerza Aérea Argentina
Una vez creada la Fuerza Aérea Argentina el 4 de enero de 1945, Gustavo Adolfo Hermansson fue dado de alta en el escalafón de la Aeronáutica Militar permanente con el grado de mayor, el equivalente al grado homónimo que ostentaba dentro de las filas del Ejército. Entre sus destinos más relevantes se destaca su paso por la Dirección de Sanidad Aérea, y ya como brigadier fue jefe de la VI Zona Aeroterritorial de la base aérea «General Urquiza». Luego estuvo al frente de una guarnición en Paraná, Provincia de Entre Ríos. En 1947, fue jefe de la base aérea de «El Palomar». Con posterioridad estuvo a cargo de la Dirección de Institutos Aeronáuticos Militares y luego fue comandante de los mismos. De enero a septiembre de 1949, fue agregado aeronáutico en Estados Unidos. Desde septiembre de ese año hasta fines de 1950, cumplió funciones como miembro de la Junta Interamericana de Defensa y Jefe de la Delegación Argentina ante la Organización de la Aviación Civil Internacional en Montreal, Canadá.

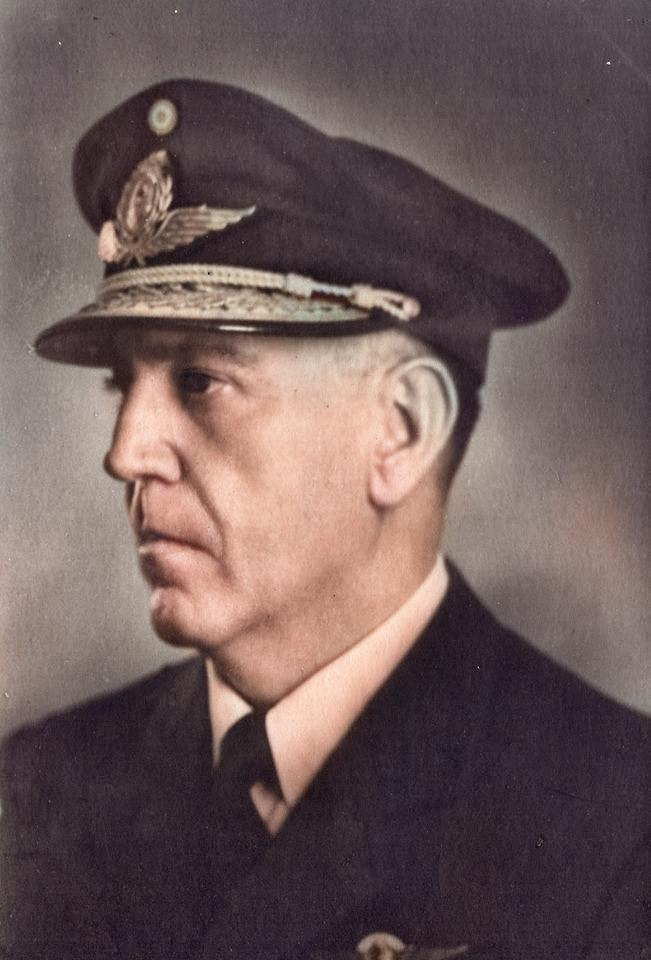
Gustavo Hermansson hacia 1952.

## Primer período como titular de la Fuerza Aérea Argentina
Desde enero de 1951, el brigadier mayor Hermansson fue comandante aéreo de Defensa e inspector general de la Fuerza Aérea Argentina. El 4 de octubre de 1951, tras un intento de golpe de Estado, hubo una purga en las tres Fuerzas Armadas. En la aeronáutica, se pasó a retiro el comandante en jefe Oscar Muratorio y al titular del Ministerio de Aeronáutica, César Ojeda. El presidente Juan Domingo Perón designó como nuevo ministro de Aeronáutica al brigadier mayor Juan Ignacio San Martín y como comandante en jefe de la Fuerza Aérea al brigadier general Gustavo Hermansson. En la ceremonia de investidura, llevada a cabo en Ezeiza, Hermansson le otorgó un brevet de la Fuerza Aérea al presidente.
Pasó a retiro el 17 de enero de 1952, cuando lo sucedió en el cargo el brigadier general Carlos Federico Mauriño.

## Segundo período como titular de la Fuerza Aérea Argentina
El 19 de septiembre de 1955, en el transcurso del golpe de Estado iniciado tres días antes, se produjo la renuncia del comandante en jefe de la aeronáutica, brigadier general Juan Fabri. Una vez consumada la autodenominada Revolución Libertadora, es designado nuevamente para ocupar el cargo que Fabri había dejado vacante, por lo que Hermansson volvió al servicio activo hasta el 13 de enero de 1956, momento en el cual pasó a retiro de forma definitiva y fue reemplazado por el entonces brigadier mayor Heriberto Ahrens.